# Ariomardo
Ariomardo (griego Αριóμαρδoς) era un príncipe persa, hijo del rey Darío I y de Parmis, hija de Esmerdis y nieta de Ciro el Grande. Comandó, durante la invasión de Grecia de Jerjes I, a los moscos y los tibarenos de la zona del Cáucaso, a veces identificados con Mushki y Tabal de los textos asirios y con Meshec y Tubal de la Biblia.

## Citas clásicas
- Heródoto, VII 78.